# Ла Ворд (Тексас)
Ла Ворд (енгл. La Ward) град је у америчкој савезној држави Тексас. По попису становништва из 2010. у њему је живело 213 становника.

## Демографија
Према попису становништва из 2010. у граду је живело 213 становника, што је 13 (6,5%) становника више него 2000. године.
| Група             | 2000.       | 2010.       |
| Белци             | 133 (66,5%) | 134 (62,9%) |
| Афроамериканци    | 0 (0,0%)    | 0 (0,0%)    |
| Азијати           | 0 (0,0%)    | 0 (0,0%)    |
| Хиспаноамериканци | 65 (32,5%)  | 75 (35,2%)  |
| Укупно            | 200         | 213         |